# Hagermühle (Hückeswagen)
Hagermühle war ein Wohnplatz und Mühlenanlage in Hückeswagen im Oberbergischen Kreis im Regierungsbezirk Köln in Nordrhein-Westfalen (Deutschland). Der Wohnplatz wurde aufgrund des Baus der Dörpe-Vorsperre der Wuppertalsperre abgetragen und der Standort ist heute überflutet.

## Lage und Beschreibung
Hagermühle lag an der Dörpe im nördlichen Hückeswagen, die heute die Stadtgrenze zu Remscheid bildet. Nachbarorte waren das ebenfalls abgegangene Dörpe, Dürhagen, Steffenshagen, Voßhagen, Hangberg und Hangberger Mühle auf Hückeswagener und Dörpmühle, Dörperhöhe, Dörpholz, Grünebirke auf Remscheider Stadtgebiet.
Der Ort war über eine Zufahrtsstraße entlang dem Bach Dörpe aus Richtung Dörpe erreichbar, die ebenfalls heute überflutet ist.

## Geschichte
Die Hagermühle wurde als Walkmühle errichtet, nachdem ein Thomas im Hagen am 5. April 1680 eine Konzession zum Betrieb der einer Mühle auf dem kurfürstlichen Bach erhalten hatte. Sie blieb offenbar in Familienbesitz, denn noch im Jahre 1804 werden Abgaben für die Mühle von einem Besitzer im Hagen geleistet. Nach 1774 erfolgte der Umbau der Walkmühle zu einem Eisenhammer. Die Karte Topographia Ducatus Montani aus dem Jahre 1715 zeigt die Mühle als Kotten, der mit mühl beschriftet ist. Im 18. Jahrhundert gehörte der Ort zum bergischen Amt Bornefeld-Hückeswagen. Um 1800 erfolgte erneut ein Umbau, da offenbar dem neuen Besitzer Johann Bommert eine Nutzung als Tuchfabrik profitabler erschien. 1815/16 lebten sechs Einwohner im Ort.
Als seine Söhne vorzeitig starben und er aus Altersgründen den Betrieb nicht mehr aufrechterhalten konnte, bot Bommert die Anlage schließlich am 27. Mai 1829 zur Pacht oder zum Kauf an. Zur im Angebot aufgelisteten Ausstattung der Fabrik gehörten drei Walkkümpe, drei Rauhmaschinen, ein Spülkump und sechs Zylinder […] ferner hinreichende Räume für Stockrahmen und Plüserei, nebst sechs Wohnzimmer und geräumigen Söller […] mehrere gut besetzte Kardeneisen, Trockenrahmen und sonstige Geräthschaften. Eine Witwe Wilhelm Steinberg aus Hückeswagen kaufte 1832 die Anlage, bestehend aus Wohngebäude, Eisenhammer mit oberschlächtigem Wasserrad und 22 Morgen, 91 Ruthen großem Grundstück.
In diesem Jahr gehörte Hagermühle unter dem Namen Hagermühl der Lüdorfer Honschaft an, die ein Teil der Hückeswagener Außenbürgerschaft innerhalb der Bürgermeisterei Hückeswagen war. Der laut der Statistik und Topographie des Regierungsbezirks Düsseldorf als Weiler kategorisierte Ort besaß zu dieser Zeit ein Wohnhaus, eine Fabrik bzw. Mühle ein vier landwirtschaftliches Gebäude. Zu dieser Zeit lebten acht Einwohner im Ort, davon einer katholischen und sieben evangelischen Glaubens.
Am 2. März 1837 begannen erneut Verkaufsverhandlungen, die am 27. August 1845 schließlich zur Übernahme durch einen Salomon Steinbach führten. 1849 gelangte die Hagermühle in den Besitz des Friedrich Wilhelm Clarenbach, Besitzer der Spinnerei in nahen Dörpe. Am 29./30. November 1858 verkaufte er abkömmliche Wiesen und Ackerland des Wohnplatzes an Dürhagener Ackerlaute und die Mühlenanlage an den Hammerschmied Friedrich Diederichs. Der nächste Besitzerwechsel erfolgte am 28. Juli 1861: Käufer war ein Johann Friedrich Diederichs sen., der das Mühlengebäude 1863 von der Lüdorfer Feuerwehr kontrolliert abbrennen ließ und anschließend auf dem Gelände einen neuen Massivbau errichtete. 1871 sind ein Wohngebäude, eine Fabrik und 27 Einwohner verzeichnet.
Im Gemeindelexikon für die Provinz Rheinland werden 1885 ein Wohnhaus mit vier Einwohnern angegeben. Der Ort gehörte zu dieser Zeit zur Landgemeinde Neuhückeswagen innerhalb des Kreises Lennep. 1895 besitzt der Ort. Der laut der Statistik und Topographie des Regierungsbezirks Düsseldorf als Weiler kategorisierte Ort besaß zu dieser Zeit ein Wohnhaus mit sechs Einwohnern, 1905 ein Wohnhaus und fünf Einwohner.
Um 1900 brannte die Anlage erneut nieder und wurde wieder aufgebaut. Mehrere Besitzerwechsel erfolgten, bis die Hagermühle 1971 für den Bau der Dörpe-Vorsperre der Wuppertalsperre abgebrochen wurde.